# 改装
| ウィキペディアには「改装」という見出しの百科事典記事はありません（タイトルに「改装」を含むページの一覧/「改装」で始まるページの一覧）。 代わりにウィクショナリーのページ「改装」が役に立つかもしれません。 |